# Tree That Owns Itself
The Tree That Owns Itself (en.: "Træet, Der Ejer Sig Selv", "Det selvejende træ"), også kaldt the Jackson oak, var en hvideg med juridisk ejerskab over sig selv og alt indenfor en radius af 2,4 m. Træet er lokaliseret på hjørnet af Finley og Dearing Street i byen Athens i den amerikanske delstat Georgia.
Noget skøde på træets ejendomsret er aldrig blevet set, og ville i ethvert tilfælde savne juridisk grundlag. Efter common law skal en modtager af en ejendom besidde juridisk evne til at modtage den, noget et træ mangler.
Træet omtales første gang på forsiden af avisen Athens Weekly Banner med overskriften Deeded to Itself ("skødet til sig selv") 12. august 1890. Artiklen forklarede, at træet stod på ejendommen tilhørende professor William Henry Jackson, søn af James Jackson, som havde kæmpet i den amerikanske revolution, og senere blev senator, kongresmand og guvernør i Georgia. Hans søn William Henry skal have ønsket træet bevaret, og gav det derfor ejendomsret til grunden omkring.
I 1906, mange år efter Jacksons død, betalte George Peabody for en mindeplade i marmor, som fortæller træets bemærkelsesværdige historie til forbipasserende. Men i 1907 blev egen slemt skadet under en kraftig storm, og under nok en storm i 1942 væltede den. Den var da mellem 150 og 400 år, og svækket af sygdom i rødderne. Men den var savnet, og da Athens Junior Ladies Garden Club - unge damers haveklub i Athens - i 1946 ledte efter et projekt, foreslog Dan Magill, at de kunne plante en efterkommer af egen på den tomme grund. I Athens fandtes flere unge træer og stiklinger efter det oprindelige egetræ, og 4. december 1946 blev den mest lovende af dem udplantet.